# Tagoloan II
Tagoloan II è una municipalità di quinta classe delle Filippine, situata nella Provincia di Lanao del Sur, nella Regione Autonoma nel Mindanao Musulmano.
Tagoloan II è formata da 19 baranggay:
- Bagoaingud
- Bantalan
- Bayog
- Cadayonan
- Dagonalan
- Dimalama
- Gayakay
- Inodaran
- Kalilangan
- Kianibong
- Kingan
- Kitaon
- Maimbaguiang
- Malinao
- Malingon
- Mama-an Pagalongan
- Marawi
- Sigayan
- Tagoloan Poblacion